# 卡羅拉
卡羅拉（西班牙語：Carora）是委內瑞拉的城鎮，由拉臘州負責管轄，位於該國西北部，距離首府巴基西梅托95公里，海拔高度419米，每年平均降雨量734毫米，2005年人口105,400。
10°34′09″N 70°15′42″W / 10.56917°N 70.26167°W